# Ankhesenpepi II
Ankhesenpepi II, o Ankhesenmerire II, (ˁnḫ n=s Ppj, "La seva vida pertany a Pepi/Merire"; ˁnḫ n=s Mrj-Rˁ(.w), "La seva vida pertany a Merire") va ser una reina egípcia durant la VI dinastia. Va ser l'esposa dels reis Pepi I i Merenre Nemtiemsaf I, i la mare de Pepi II. Es creu que va actuar com a regent durant la minoria del seu fill. Va ser enterrada en una piràmide a Saqqara.

## Biografia
Ankhesenpepi II era filla del nomarca d'Abidos Khui i de la dona djati Nebet. La seva germana Ankhesenpepi I també estava casada amb el rei Pepi I, i el seu germà Djau va servir també, com la seva mare, de djati.

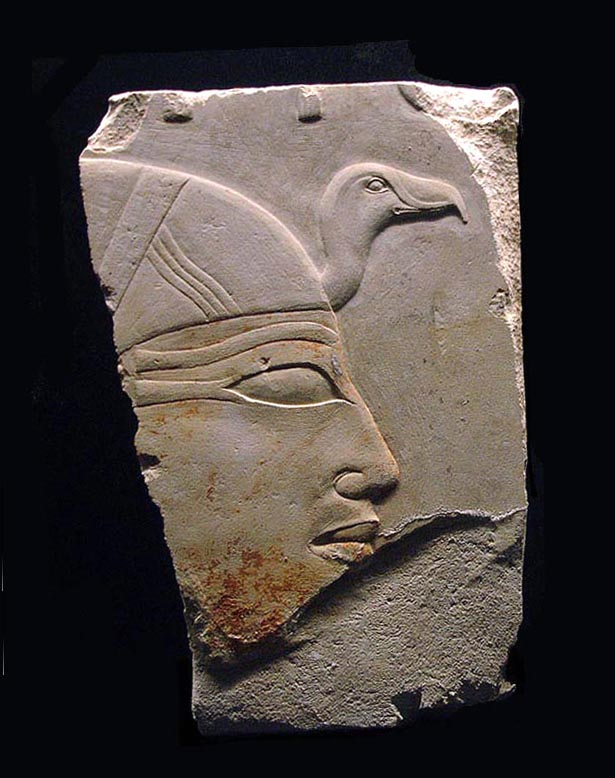
Perfil d'Ankhesenpepi II trobat al seu temple funerari.

Tant Ankhesenpepi II com la seva germana Ankhesenpepi I estaven casades amb el faraó Pepi I, el nom del tron del qual era Merire. El seu nom probablement el van adoptar quan es va celebrar el matrimoni, ja que significa "La seva vida pertany a Pepi/Merire". Ambdues reines van donar a llum successors de Pepi: el fill d'Ankhesenpepi I va ser Merenre Nemtiemsaf I, que va governar només uns quants anys, i el d'Ankhenespepi II va ser Pepi II, que va succeir a Nemtiemsaf. Pepi II era un nen quan va esdevenir rei. Hi ha indicis que fan pensar que Ankhesenpepi II va fer de regent del seu fill en aquells primers anys del seu regnat. Una estàtua que la mostra amb el seu fill a la falda (avui al Museu de Brooklyn) mostra la reina de mida molt més grossa que el seu fill. Alguns estudiosos creuen que aquesta estàtua mostra a Ankhesenpepi II i el seu fill Pepi II assumint els papers de la deessa Isis i el seu fill Horus.
També s'esmenta juntament amb la seva germana a l'estela del seu germà a Abidos, a la seva piràmide i a la de la seva jove Neith. També apareix en un decret a Abidos. Està representada al Sinaí, on es mostra de la mateixa mida que el seu fill.

## Títols reials d'Ankhesenpepi II
Els seus títols com a reina van ser múltiples: 
- Gran del ceptre d'hetes (wrt-hetes)
- La que veu Horus i Seth (m33t-hrw-stsh)
- Gran d'elogis (wrt-hzwt)
- Esposa del rei de Mennefer-Merire (hmt -niswt-mn-nfr-mry-r`)
- Dona del rei, la seva estimada (hmt-nisw meryt.f)
- Filla de Déu (s3t-ntr)
- Aquesta filla d'un déu (s3t-ntr-wt)
- Assistent del Gran (khtt-wr)
- Companya d'Horus (smrt-hrw i tist-hrw)

Tanmateix, ara se sap que també va ser la reina principal de Merenre després de la mort de Pepi I, el seu primer marit. El 1999/2000, els treballs d'excavació al seu temple funerari de Saqqara van posar al descobert diversos blocs de pedra inscrits amb un títol reial desconegut fins llavors d'ella:
- "Esposa del rei de la piràmide de Pepi I, esposa del rei de la piràmide de Merenre, mare del rei de la piràmide de Pepi II".[1]

Com que el temple es va construir sota Pepi II perquè fa referència al rei Pepi II, això demostra que Merenre es va casar amb la reina Ankhesenpepi II després de la mort de Pepi I. Merenre era el nebot d'Ankhesenpepi II. Com que el document de la Pedra de Saqqara del Sud, un document anual creat sota Pepi II, mostra que no va existir cap període de corregència sota Pepi I i Merenre, això suggereix que Merenre i Ankhesenpepi II eren més aviat els pares de Pepi II (en lloc de Pepi I), sobretot perquè document també assigna a Merenre un regnat independent d'aproximadament una dècada.
Després que el seu fill Pepi arribés al tron, a Ankhesenpepi se li van afegir els títols següentsː
- Mare del Rei Dual Men-ankh-Neferkare (mwt-niswt-biti-mn-kh`-nfr-k3-r`)
- Mare del Rei dels Men-ankh- Neferkare (mwt-niswt- mn-kh`-nfr-k3-r`)
- Mare del Rei (mwt-niswt).

## Mort i enterrament

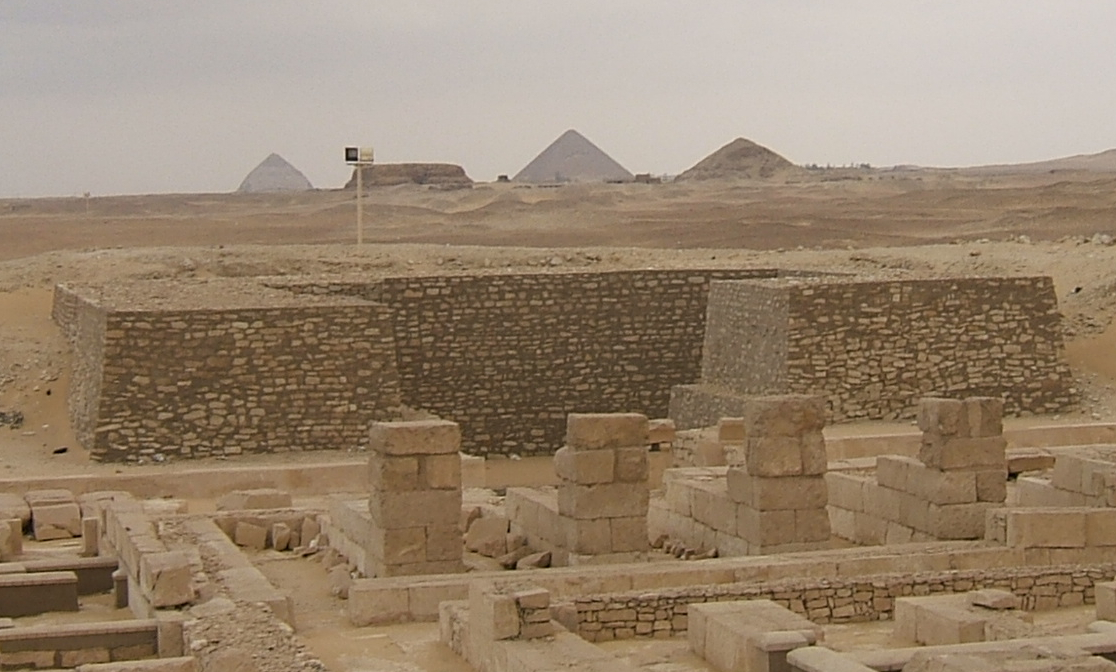
Piràmide d'Ankhesenpepi II.

La piràmide d'Ankhesenpepi II a Saqqara va ser trobada i excavada el 1998. Les troballes mostren que la seva piràmide contenia els primers exemples coneguts de textos de les piràmides en una piràmide de reina. Els textos es refereixen a ella com a reina mare, d'aquí que la construcció de la seva piràmide dati del regnat del seu fill.
L'any 1963 ja se n'havia descobert la cambra funerària on es van trobar restes que podrien ser les de la reina. L'enterrament havia estat alterat i la mòmia, les restes de la qual es trobaven dins i fora del sarcòfag, estava incompleta. Els ossos pertanyen als d'una dona de mitjana edat. Al costat de la seva piràmide també s'hi van trobar les restes d'un obelisc. És tracta d'un dels obeliscs més grans de l'Imperi Antic.